# ハンツ・ポイント・アベニュー駅
ハンツ・ポイント・アベニュー駅（Hunts Point Avenue）はブロンクス区フォックスハーストのウィットロック・アベニューとハンツ・ポイント・アベニュー、東163丁目、サザン・ブールバードの交差点に位置するニューヨーク市地下鉄IRTペラム線の駅である。6系統が終日、<6>系統が平日20時45分迄の混雑方向に停車する。

## 歴史
駅はペラム線が3番街-138丁目駅から当駅まで延伸開業した1919年1月7日に開業した。1920年5月30日にペラム線がパークチェスター-東177丁目駅（現：パークチェスター駅）へ延伸されるまで当駅はペラム線の北側終点駅として機能しており、延伸後も当駅を境に地下区間と高架区間で運転系統が別れていたため、レキシントン・アベニュー線方面への地下鉄列車と東177丁目駅方面へのシャトル列車の乗換駅としての重要な役割を担っていた。
1981年にMTAは地下鉄内で最も老朽化した69駅の中に当駅を挙げている。
2014年11月18日、ADAに準拠した駅に改装する1,780万ドルのプロジェクトが終了した。このプロジェクトにより各ホームから改札階まで1機ずつ、改札階からモンシニョール・デル・ヴァッレ・スクエアまでの1機、計3機のエレベーターが設置された。
また、2015年-2019年投資計画の一環として地下鉄内他30駅と共に改装され、改装期間中は最大6ヶ月間駅は営業休止となる。改装工事ではWi-Fiや携帯端末充電所の設置、案内看板や照明の更新が行われる予定である。しかし、この改装工事の資金割り当ては2020年-2024年投資計画まで延期されている。

## 駅構造
| G          | 地上階                                     | 出入口 |
| M          | 改札階                                     | 改札口、駅員詰所、メトロカード自動券売機 (エレベーター、モンシグナー・デル・ヴァレ・スクエア内)                                          |
| P ホーム階 | 南行緩行線                                 | ← ブルックリン・ブリッジ-シティ・ホール駅行き（ロングウッド・アベニュー駅）                                                              |
| P ホーム階 | 島式ホーム、到着番線に応じた側の扉が開く。 | |
| P ホーム階 | 急行線                                     | ← 平日午前：ブルックリン・ブリッジ-シティ・ホール駅行き（3番街-138丁目駅） → 平日午後：ペラム・ベイ・パーク駅行き（パークチェスター駅）→ |
| P ホーム階 | 島式ホーム、到着番線に応じた側の扉が開く。 | |
| P ホーム階 | 北行緩行線                                 | → ペラム・ベイ・パーク駅行き（ウィットロック・アベニュー駅）→ 平日午後：パークチェスター駅行き（ウィットロック・アベニュー駅）→          |

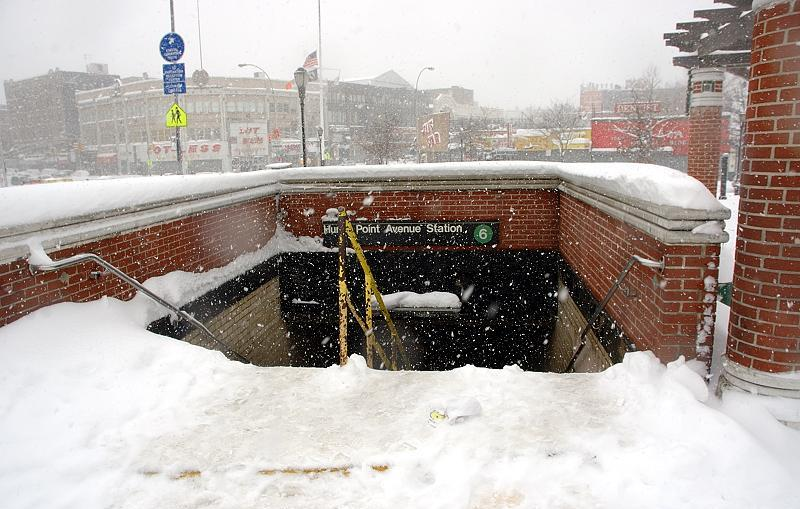
雪の積もった地上から駅構内への階段

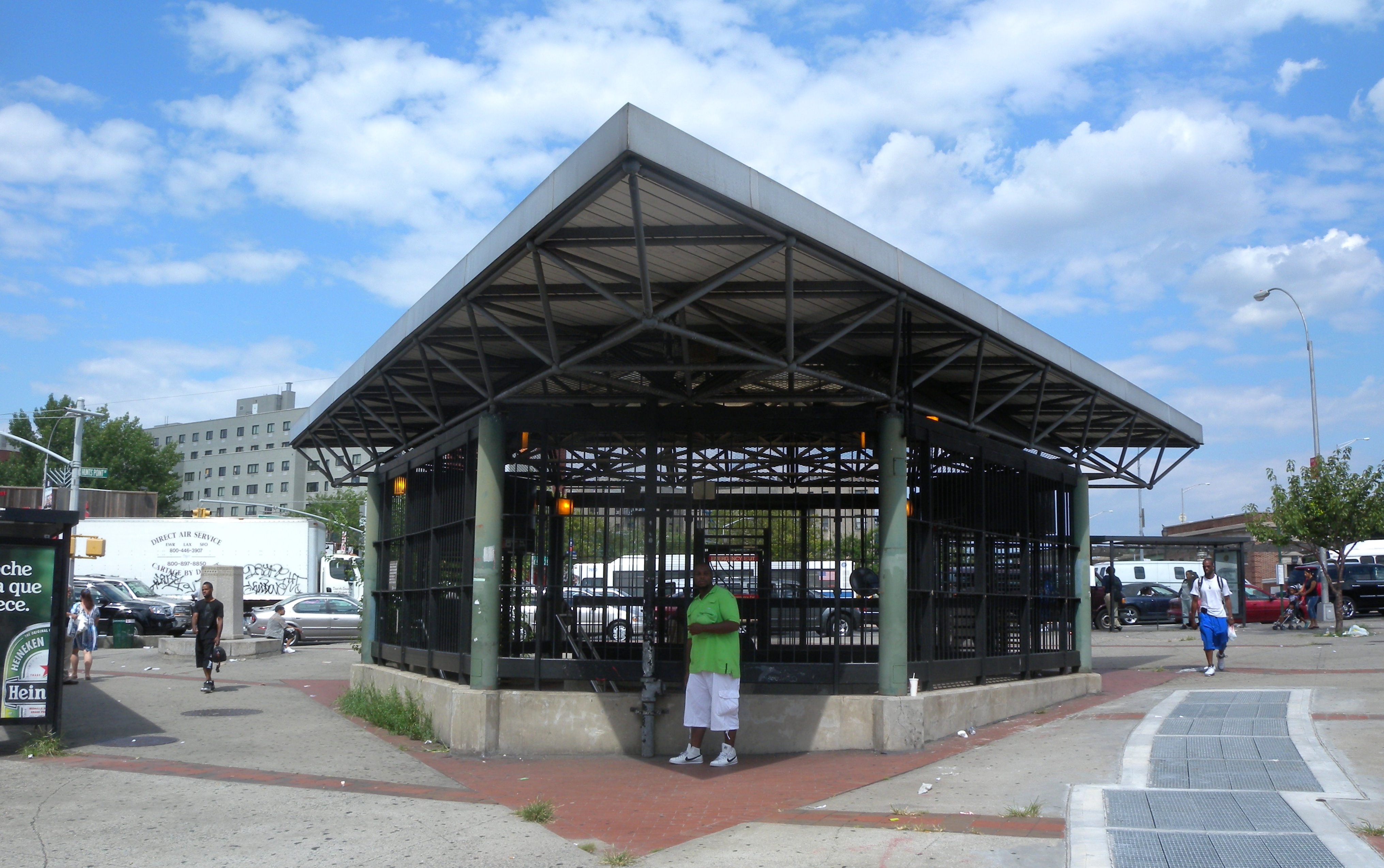
出場専用改札口からの階段

駅は島式ホーム2面と緩行線2線・急行線1線を有した2面3線の地下駅で、緩行線に6系統、急行線に<6>系統が停車する。駅はペラム線内最北端の地下駅で、当駅より北側は終点のペラム・ベイ・パーク駅まで全線高架線となる。

### 出入口
駅の主要な改札口はホームの上階にあり、各ホームから階段が2つずつ接続している。改札口には回転式改札機ときっぷ売り場があり、改札口からは東163丁目とハンツ・ポイント・アベニュー、ブルックナー・ブルバードの間に挟まれた三角地帯にある市営公園モンシニョール・デル・ヴァッレ・スクエアへ階段2つとエレベーター1機が接続している。なお、ホームの照明は1980年代後半に白熱灯から蛍光灯へ取り替えられているが、改札階には白熱灯が残っている。ただし、これらは2020年以降に実施される改装工事でLED灯に置き換えられる予定である。
北行ホーム南端には螺旋階段があり、階段を上ると出場専用改札口へと出ることができる。改札口には出場専用回転式改札機があり、ウィットロック・アベニューとハンツ・ポイント・アベニュー、東163丁目、サザン・ブールバードの交差点南西に出ることができる。